# Toyota GR Yaris Rally2
De Toyota GR Yaris Rally2 is een rallywagen gemaakt door Toyota Gazoo Racing WRT die gebaseerd is op de Toyota Yaris. De wagen is voor het eerst in gebruik genomen tijdens de Rally van Monte Carlo in het rallyseizoen van 2024. 
In België reed de wagen voor het eerst mee in de Rally van Ieper 2024. Freddy Loix met co-piloot Pieter Tsjoen, en Maxime Potty met co-piloot Renaud Herman kwamen aan de start met de wagen. Potty eindigde op 2e plaats en Loix eindigde op de 4e plaats.